# Antonia White
Antonia White, bürgerlich Eirine Botting, (* 1. März 1899 in London, England; † 10. April 1980 ebenda) war eine britische Schriftstellerin.

## Leben
White kam in einem anglikanischen Haushalt zur Welt. Ihr Vater war Lehrer für Griechisch und Lateinisch an der St. Paul’s School in London. Als ihr Vater zur römisch-katholischen Kirche konvertierte, wurde sie im Alter von sieben Jahren ebenfalls katholisch. Auf Wunsch ihres Vaters besuchte sie danach das Internat der Sacré-Cœur-Schwestern in Roehampton südwestlich des Stadtzentrums von London, die heutige Woldingham School in der Grafschaft Surrey.
White begann als 15-Jährige in ihrer Schulzeit zu schreiben und wollte das Manuskript nach Vollendung ihrem Vater vorlegen. Mit einer Geschichte über moralisch verkommene Menschen, die sich in aufsehenerregender Weise zum Glauben bekehrten, wollte sie ihn überraschen. Sie versuchte sich in ausführlicher Beschreibung, brachte aber vorwiegend zu Papier, dass die Handelnden sich „unaussprechlichen Lastern hingegeben“ hätten. Das Manuskript wurde, erst halb fertig, in der Schule gefunden und führte zu ihrem sofortigen Ausschluss, ohne dass man White Gelegenheit gegeben hätte, es zu erklären. Erst 15 Jahre nach diesem Ereignis und nach dem Tode ihres Vaters begann sie wieder zu schreiben.
White ging 1921 die erste von drei Ehen ein. Diese Ehe wurde jedoch nach zwei Jahren annulliert, da sie nach Whites Angaben nie vollzogen wurde. Unmittelbar danach verliebte White sich in einen Offizier bei den Scots Guards, von dem nur der Vorname „Robert“ bekannt ist. Nach einer intensiven zweijährigen Beziehung trennte sich das Paar. White hatte einen Nervenzusammenbruch und verbrachte das nächste Jahr in der Londoner Nervenheilanstalt Bethlehem. Sobald sie die Anstalt verlassen konnte, befasste sie sich über Jahre hinweg mit den Ideen Sigmund Freuds; ihre Krankheit, die sie als „die Bestie“ bezeichnete, konnte sie jedoch bis zum Lebensende nicht mehr verdrängen.
Antonia Whites zweiter Ehemann war Eric Earnshaw Smith, von dem sie nach zwei Jahren Ehe geschieden wurde. In dieser Zeit hatte sie sich jedoch auch in zwei weitere Männer verliebt: Der erste war der Ingenieur Rudolph Silas Glossop. Den Copywriter Tom Hopkinson heiratete White nach ihrer Scheidung von Smith. Die beiden Töchter aus dieser Ehe, Lyndall Hopkinson und Susan Chitty, schrieben beide jeweils autobiographische Bücher über die schwierigen Beziehungen zu ihrer Mutter.

## Werk
Ihren ersten Roman Frost in May (deutscher Titel Maifrost), in dem sie ihre Erfahrungen in der Klosterschule und ihren Ausschluss in leicht verfremdeter Form schilderte, stellte Antonia White 1933 fertig. Ihren zweiten Roman begann sie, er wurde jedoch wegen einer erneuten Scheidung und ihrer Schreibblockaden nicht fertiggestellt. Eine Veröffentlichung dieses Roman The Lost Traveller erfolgte erst nach fast 20 Jahren 1950.

### Veröffentlichungen
ins Deutsche übertragen
- Minka und Löwenherz: Ein Katzenroman, Insel Verlag, Frankfurt am Main/Leipzig 2001, ISBN 3-458-34464-0.
  - englisch: Minka and Curdy Children’s Book, Harvill 1957.
- Maifrost (mit einem Nachwort von Elizabeth Bowen), Goldmann, München 1983, ISBN 3-442-06594-1.
  - Frost in May, Harmsworth 1933, Nachdruck: Virago, London 1978.
- Jagdhund und Falke: Die Geschichte einer Glaubenskrise. Knecht, Frankfurt am Main 1967.
  - englisch: The Hound and the Falcon: The Story of a Reconversion to Catholic Faith Longmans, London 1965, Neuauflage: Virago, London 1980.
- Die gläserne Wand: Das Schicksal der Clara Batchelor, Knecht, Frankfurt am Main 1958.
  - englisch: Beyond the Glass, Eyre and Spottiswoode 1952, Neuauflage: Virago, London 1979.
- Ein Hexenhaus, Roman, Knecht, Frankfurt am Main 1956.
  - englisch: The Sugar House, Eyre and Spottiswoode 1952, Neuauflage: Virago, London 1979.
- Ernste Mädchenaugen, Roman, Zsolnay, Wien 1954.
  - englisch: The Lost Traveller, Eyre and Spottiswoode 1950, Neuauflage: Virago, London 1979.

englischsprachige Ausgaben
- As once in May: The early Autobiography of Antonia White and other Writings, Virago, London 1983, ISBN 0-86068352-4.
- Living with Minka and Curdy, Childrens' Book, Harvill, London 1970.
- Strangers, Harvill Press, 1954, Neuauflage with an Introduction by Hermione Lee.  Dial Press, New York City 1982, ISBN 0-385277865.
- Three in a Room: Comedy in 3 Acts, French's Acting Edition, London 1947.
- BBC at War, The British Broadcasting Corporation, London 1942.
- Frost in May Tauchnitz, Leipzig 1934.

Tagebücher
- Susan Chitty (Hrsg.): Diaries, Viking, New York City, 1982, ISBN 0-670-83564-1.